# 広島陸軍被服支廠

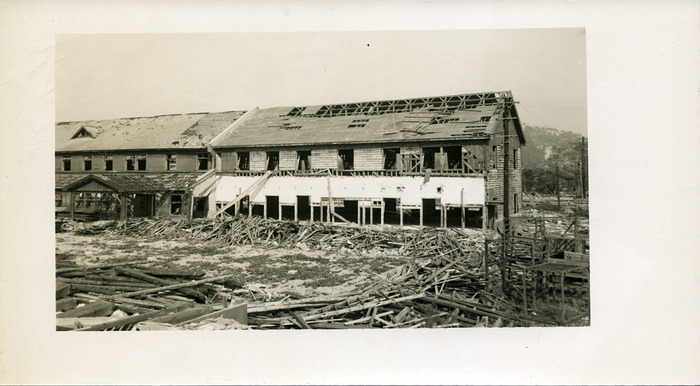
原爆被災後の被服支厰（1945年11月、米軍撮影）

広島陸軍被服支廠（ひろしまりくぐんひふくししょう）もしくは出汐倉庫（でしおそうこ）は、広島県広島市南区出汐にある大日本帝国陸軍の被服廠として建設された施設。広島市への原子爆弾投下の爆心地から2670メートルの距離にあり、鉄扉が歪むなどしたが倒壊はせず、被爆者が殺到して臨時救護所となった。太平洋戦争後は学生寮、運輸倉庫になった。1990年代後半からは空き施設となっているが、現存する4棟は広島市により「被爆建物」の一つとして認定されており、日本の鉄筋コンクリート造建物としては現存最古級という建築史的価値がある。このため市民らによる保存運動が行われており、広島県は保有する3棟を耐震補強する方針を示している。2024年（令和6年）1月19日に「旧広島陸軍被服支廠倉庫施設」として国の重要文化財に指定されている。

## 概要
兵員の軍服や軍靴などを製造していた。戦後、建物は様々なものに転用されたが1997年以降閉鎖され遺構として放置されている。現在は「出汐倉庫」の名で通り、基本的に立入禁止であり、見学の際には事前に広島県財産管理課に連絡する必要がある。

## 機能
被服廠が取り扱っていた品目は軍服や軍靴だけでなく、マントや下着類、帽子、手袋、靴下等の外、背嚢や飯盒・水筒、ふとん・毛布、石鹸、鋏・小刀、軍人手帳等の雑貨まで含まれていた。大正・昭和時代に入り戦線が拡大すると、武器や戦備の多様化に対応して防寒服・防暑服、航空隊用、落下傘部隊用・挺身隊用被服あるいは防毒用被服なども取り扱うようになった。これらの物品のうち、被服廠では軍服の縫製と軍靴の製造が主となり、その他の物品の製造については民間工場に依託され、被服廠では受発注、品質管理、貯蔵、配給の業務を主として行っていた。陸軍向けの軍服や軍靴の生産、被服類全般及び小物や雑貨の調達・貯蔵・配給を行う一方で、中四国地方や九州におけるこれらの物資を生産する民間工場の管理指導、国民の被服監督なども行っていた。
職工は、1924年（大正13年）当時で652人（男262人女390人）、1929年（昭和4年）当時で505人（男228人女277人）、つまり女性のほうが多かった。1924年（大正13年）当時の最低賃金は男1円20銭・女90銭、最高賃金は男4円・女3円。本人および家族の診療や乳幼児保育など福利厚生も充実していたが、募集は主に良家の子息に当てられ入工に際し身元調査が重点的に行われていた。
1943年（昭和18年）後半になると米軍による空爆が行われるようになったため、製造設備と貯蔵品の分散化が図られ、広島支廠の管轄下に倉敷出張所・児島作業所・宇品作業所が新設された。

## 沿革

### 創設
1905年（明治38年）4月陸軍被服廠広島出張所として開設され、同年12月市内皆実町（当時）の現在地に建物を全面竣工した。1907年（明治40年）11月に支廠に昇格する。創設当時は、東京・大阪と全国に3ヶ所のみ存在し、3所ともに連携を図りながら業務を図る。敷地は大正初期時点で7万坪。近隣には1906年、北側の東新開町（現在の霞町）に移転してきた陸軍兵器支廠のほか、陸軍要塞砲兵連隊（のち電信第2連隊 / 比治山本町）・演習砲台などの陸軍施設が多く所在していた。
開設時の最寄り駅は敷地の東側を通る国鉄宇品線の「比治山簡易停車場」（1903年開業）であり、被服支廠の開設とともにここへの支線（引き込み線）が設置され、支廠の発着荷物の取り扱いが行われたが、1919年8月、同停車場は廃止となった（しかしその後、1930年には「被服支廠前停留場」が復活開業。その後、上大河駅と改称した）。また、広電宇品線・皆実線の電車通りから被服支廠へ通じる道は、支廠への通勤者で賑わったことから「被服廠通り」と呼ばれるようになり、現在の皆実町中通り商店街の起源となった。

### 原爆被災
1945年（昭和20年）8月6日に投下された原子爆弾により広島市は壊滅状態に陥ったが、爆心地から約2.7km離れていた被服支廠は外壁の厚みが60cmと厚かったこともあって焼失や倒壊は免れ救護所として使用され、避難してきた多くの被爆者がここで息を引き取った。当時の惨状は峠三吉『原爆詩集』の詩「倉庫の記録」「仮繃帯所にて」に描写されている。
このとき爆風により大きく歪んだ窓の鉄製扉は、現在もそのまま残され、広島平和記念資料館には爆風で浮き上がったレンガ塀の笠木が切り取られ保存されている。

### 戦後から現在まで
敗戦により廃止された被服支厰の旧施設・敷地は、1947年（昭和22年）10月以降、広島大学・広島高等師範学校校舎、大蔵省中国財務局庁舎、公務員宿舎用地、個人住宅用地、県立学校（皆実高校・県立広島工業高校）用地、国道2号線用地、その他事業用地（テレビ新広島本社社屋など）などに転用され、その過程で建物は現在残されている4棟を残して解体された。なお被服支廠本館は戦後1964年まで県立皆実高の本館として使用され、その後も美術・書道教室として長く使われたが現存しない。
その後、残る4棟のうち1棟のみが広島大学の学生寮「薫風寮」として使用され、のこり3棟は日本通運に所有が移り倉庫として使用された。1995年日通も使用しなくなり、施設は県へ譲渡され、1997年以降は4棟とも完全に未使用状態になった。また、「旧日本通運出汐倉庫1-4号棟」として市によって被爆建物台帳に登録されている。
かつては出汐町の大半部分を占める敷地を有していた被服支廠の遺構は、その数が残り少なくなった現在においても近隣地区におけるランドマーク的存在となっており、近くの旭商店街の愛称「アイビータウン」は、旧倉庫の壁面に絡まるツタに由来している。

### 支廠長
- 荒張正一郎 一等主計正：不詳 - 1934年3月5日[18]

## 現状

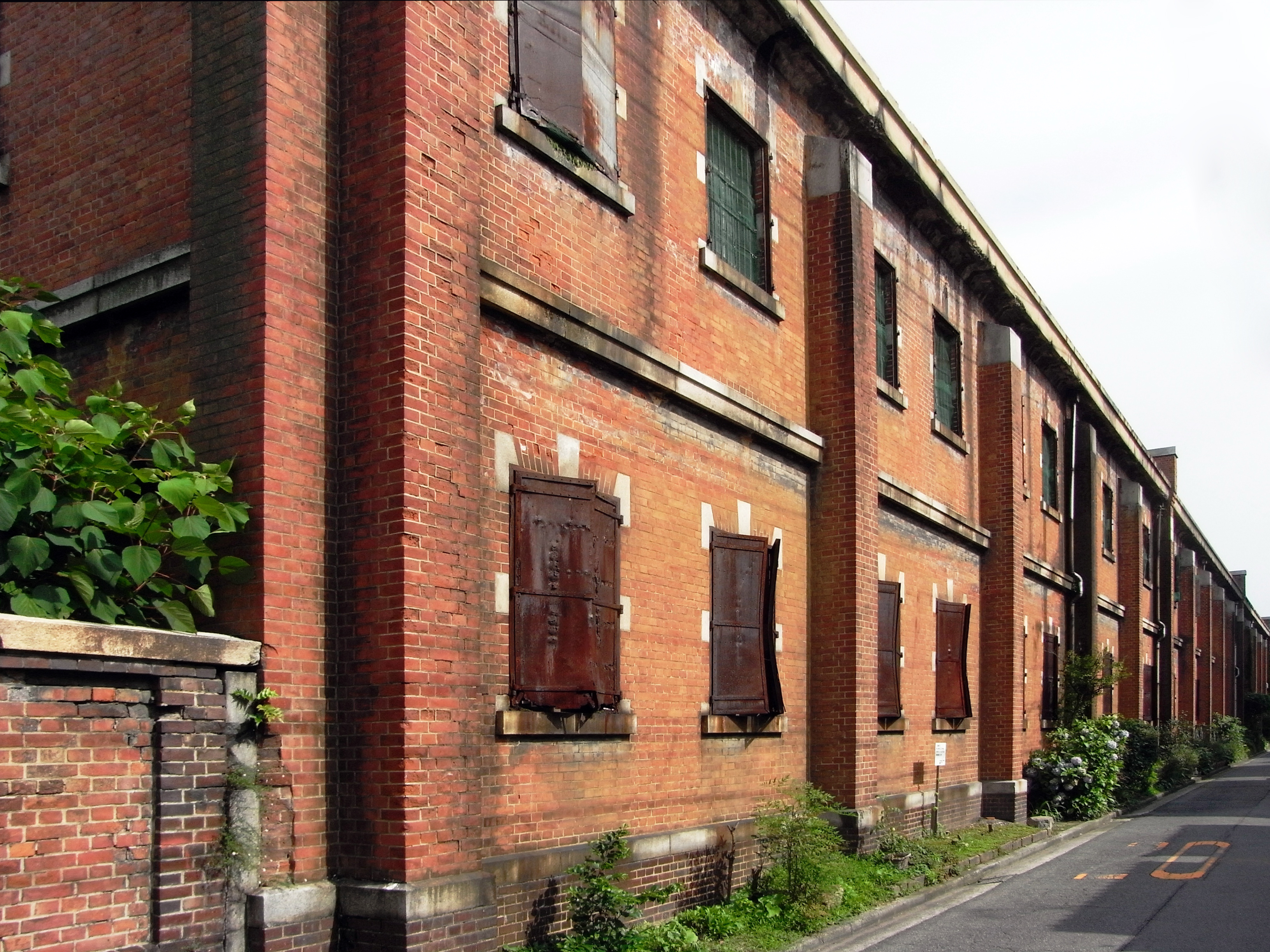
原爆の熱で歪んだ鉄製扉
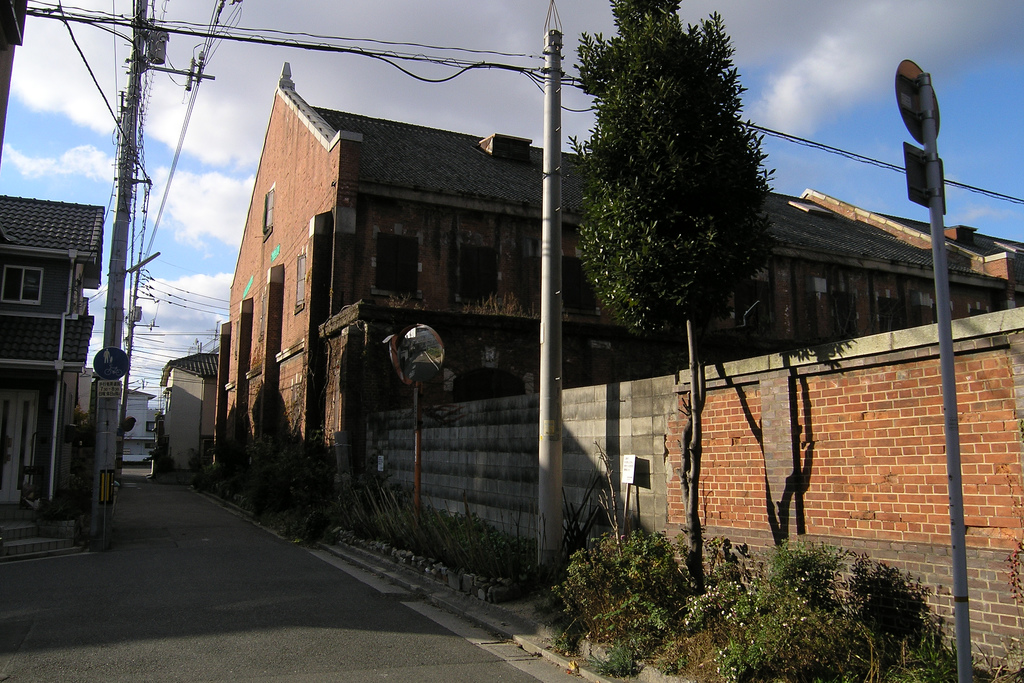

### 構造
現存する10 - 13番庫は1913年（大正2年）8月に竣工したものである。4つの棟からなり、L字型に並び、1棟の長辺94m・3階建て高さ17mの鉄筋コンクリート造り煉瓦張り。上記の通り1997年以降完全に閉鎖され現在は遺構つまり未使用である。現在、1-3号棟は県が、4号棟のみ中国財務局が所有し、4棟とも県が一括管理している。延床面積約21,700m2 。
外観は煉瓦造と変わりないが、内部は鉄筋コンクリートのラーメン構造であり、これと煉瓦造の外壁が一体となった構造である。コンクリート梁の端部や床スラブが外観に表れていることからもこの構造が確認できる。日本国でのRC造の建築物は明治38年に佐世保軍港内に建てられたものが最初と言われている。
つまり被服支廠の建物はこの過渡期に建てられた、日本における建築史の上でも貴重な史料と言える。

### 再利用計画
県が保存に向けて考え始めたのは1980年（昭和55年）のことである。1993年（平成5年）、県の主催で保存・活用方策懇話会を開催して「文化、歴史・平和、アジアの視点を基本に活用すべき」との意見で一致した。
以降、幾つか利用計画が挙がっているものの、バブル崩壊の影響で厳しい財政状況が続いたことに加え、再利用するためには1棟あたり20億円を超える耐震補強が必要となっていることから実現しなかった。1997年（平成9年）には「瀬戸内海文化博物館構想」、2002年（平成14年）には「国際的芸術文化拠点整備構想」としてエルミタージュ美術館分館を誘致する候補地にもなった。 2011年（平成23年）広島平和記念公園内の「原爆の子の像」に展示できずに溢れた折鶴を30年程度保存展示することとなり、その展示場所の候補の一つとしてここが挙がっていた。
広島県は、2019年12月4日には県が所有する3棟のうち2棟について倒壊の恐れがあるとして解体、残る1棟についは壁面の補強や屋根の改修をした上で保存する考えを示したが、保存を求める声の高まりに応え、2021年5月19日、所有する全3棟を耐震化することを決定した。
また、2022年5月18日、国所有の1棟も広島県と足並みを揃える形で保存されることとなった。

### G7広島サミットとの関連
2023年5月17日、神戸市の大学院生が、この建物を「被害と加害の両面を伝える重要な文化財」として、G7広島サミットの取材に来た海外メディアに対して説明した。
2023年5月21日、日曜報道 THE PRIMEの生放送の会場となり、この建物やG7広島サミットについてのやり取りが行われた。